# 우칸정
우칸정(有漢町)은 오카야마현 중앙부 (조보군)에 위치했던 정이다. 현재는 합병으로 다카하시시가 되어있다.

## 역사
- 1889년 6월 1일 - 우칸촌, 가미우칸촌이 성립하였다.
- 1956년 4월 1일 - 우칸촌, 가미우칸촌이 합병, 정으로 승격해 우칸정이 되었다.
- 2004년 10월 1일 - 다카하시시, 가와카미군 나리와정, 가와카미정, 빗추정과 대등 합병해 다카하시시가 되었다. 동일 우칸정은 폐지되었다.

## 교통

### 철도
- 서일본 여객철도 하쿠비 선

### 도로
- 오카야마 자동차도(일본어판)
- 국도 제313호선 (일본)(일본어판)